# Jacky Cheung
Jacky Cheung Hok Yau (trad.Kin: 張學友.Simpl. kin.: 张学友 pinyin: Zhāng xúe yǒu, født 10. juli 1961 i Hongkong) er en kinesisk popsanger og skuespiller.
I de kinesiske medier betegnes han og Aaron Kwok, Andy Lau og Leon Lai som cantopopens "Fire himmelske konger" (Four Heavenly Kings).[kilde mangler]
Han er en af de fineste sangere[kilde mangler] i den kinesiske verden, hvilket har givet ham tilnavnet "Sangens
Gud" the God of Songs (歌神).
En af hans mest kendte sange er Wen Bie 吻别 (Kysser farvel).[kilde mangler]